# Open Supervised Device Protocol
Open Supervised Device Protocol (OSDP) je komunikační protokol pro řízení přístupu dle standardu IEC 60839-11-5 pro Českou republiku ČSN EN IEC 60839-11-5. Je určen pro zlepšení schopnosti různých systémů řízení přístupu a zabezpečovacích zařízení komunikovat mezi sebou. Podporuje zabezpečenou komunikaci, tzv. Secure Channel pro šifrovanou a ověřenou komunikaci pomocí AES-128. OSDP protokol se používá na sběrnicích RS-485. OSDP protokol byl vyvinut společností Security Industry Association (SIA).

## Podpora komponent v OSDP
- LED signalizace
- Bzučák
- Klávesnice
- Výstupy
- Vstupy
- Displej
- Stav zařízení (tamper, napájení, …)
- Čtečka karet
- Čtečka otisků prstů